# 怡勝太平洋
怡勝太平洋投資有限公司（英語：Impala Pacific Corporation Limited），是一間曾在香港上市地產公司，除牌當時代號為168.HK，當時由星島報業創立，後獨立成另一間香港上市公司。1989年進行私有化而撤銷上市。

## 歷史
怡勝太平洋的前身是香港上市公司星島報業有限公司的子公司，於1985年4月16日註冊。1985年，胡仙旗下的澳洲上市公司Cereus Australia私有化星島報業，以現金加1股Cinclus的代價，收購每股星島報業。完成交易後胡仙家族同時是、星島報業與的大股東。但胡仙家族亦同意向另一澳洲上市公司Ariadne Australia出售Cinclus的控股權；而第三間澳洲公司怡勝證劵(英語：Impala Securities)亦計計劃向Cinclus注入的股份，換取向怡勝證劵發行新股。而Cinclus亦同時申請取代星島的上市地位。
同年10月公司更名，於1986年6月正式增加註冊中文名稱怡勝太平洋投資有限公司。怡勝太平洋與星島報業合組財團Scilla Limited（中文名稱基立實業有限公司於1986年登記）於1985年10月投得尖沙咀廣東道一塊地皮，當時被傳媒形容為「廣東道地王」。
1986年5月，怡勝太平洋私有化澳洲上市的怡勝證劵，完成交易後怡勝太平洋的直接控股股東為。同年6月怡勝太平洋買入美國KDI 公司約5.4%普通股及57.2%優先股。
1986年8月，怡勝太平洋與星島原則上同意出售基立實業的股權，連同尖沙咀地皮，至一個當時未公佈名稱的日本財團；同年9月怡勝太平洋與星島宣佈買家為。同年基立實業更名為，地址現址發展為太陽廣場及朗廷酒店。
同年8月，怡勝太平洋與星島向莊士機構購買另一上市公司能達科技，更名基立實業集團有限公司（英語：Scilla Holdings Limited）。同年12月增持怡勝太平洋。同年底，透過基立實業集團，集團向奔達集團購得香港島半山區梅道嘉富麗苑（英語：Clovelly Court）並展開拆卸重建。據稱，該屋苑由奔達集團向香港置地購得。
1987年1月，怡勝太平洋宣佈購得倫敦上市公司Goode Durrant plc50.6% 股份。同年6月收購26.2%紐西蘭上市公司Euro-National股份及與股東Renouf Corporation共同擁有的項目。
1987年11月怡勝太平洋股東取消於8月提出的全面收購怡勝太平洋的出價。其後Renouf-Judge集團被發現於公司帳目中取巧，隱瞞由怡勝太平洋所導致的亏损，以維持其股價，直到1987年股災。
怡勝太平洋於1987年年底起停牌並宣佈私有化。1988年8月宣佈出售套現。基立實業集團於同年3至5月被出售至威利堡發展。1989年新世界發展又購得威利堡發展的全部股份，並於同年私有化基立。新世界發展重建嘉富麗苑，成為同名屋苑。
1989年怡勝太平洋被主要股東及私有化。
怡勝太平洋於2014年正式解散。